# Haliclona mediterranea
Haliclona mediterranea är en svampdjursart som beskrevs av Griessinger 1971. Haliclona mediterranea ingår i släktet Haliclona och familjen Chalinidae. Inga underarter finns listade i Catalogue of Life.